# Shulján Aruj
El Shulján Aruj (en hebreo: שולחן ערוך, "la mesa servida") es un libro obra del rabino Joseph Caro (Safed, 1565), cuya resolución halájica es aceptada por todas las autoridades rabínicas en conjunto.
Es una compilación de leyes extraídas de la Torá y el Talmud, así como también de los libros Arba Turim (obra del rabino Jacob ben Asher) y Beit Yossef (obra del rabino Joseph Caro), que facilita a las siguientes generaciones la determinación de la Halajá. 
Las reglas halájicas en el Shulján Aruj generalmente siguen la ley y las costumbres sefardíes, mientras que los judíos asquenazíes generalmente siguen las reglas halájicas del rabino Moses Isserles, cuyas glosas al Shulján Aruj señalan dónde difieren las costumbres sefardíes y asquenazíes. Estas glosas se conocen ampliamente como mappah (literalmente: el "mantel") del "Juego de mesa" de Shulján Aruj. Casi todas las ediciones publicadas del Shulján Aruj incluyen esta glosa, y el término "Shulján Aruj" ha llegado a denotar tanto el trabajo de Caro como el de Isserles, con Caro usualmente referido como "el mejaber" ("autor") e Isserles como  "el Remah" (acrónimo del rabino Moshe Isserles).
La obra está estructurada en cuatro libros que siguen un orden análogo al de los libros del Arba Turim, una obra del rabino Jacob ben Asher: 
- "Oraj Jaim" (אורח חיים): ciclo de vida, oraciones y festividades judías.
- "Yoré Deá" (יורה דעה): cashrut y luto, entre otros.
- "Even HaEzer" (אבן העזר): relaciones entre el hombre y la mujer.
- "Joshen Mishpat" (חושן משפט): derecho público, penal y privado.